# John Mayasich
John Edward Mayasich (* 22. Mai 1933 in Eveleth, Minnesota) ist ein ehemaliger US-amerikanischer Eishockeyspieler und -trainer. Als Highschool- und Collegespieler gehört er in Minnesota zu den besten Spielern aller Zeiten, mit der US-Nationalmannschaft gewann er bei den Olympischen Winterspielen 1960 die Goldmedaille. Von 1959 bis 1971 war er bei den Green Bay Bobcats Spieler und Trainer.

## Karriere
Mayasich wuchs in Eveleth und spielte als Schüler in der Eishockeymannschaft der Eveleth High School. Er führte sein Team zwischen 1948 und 1951 zu vier Titeln bei den State Tournaments und gewann alle 69 Spiele in seiner Highschool-Karriere. Darüber hinaus hält er verschiedene Rekorde als bester Einzelspieler im Highschool-Eishockey in Minnesota. Auch als Football-Spieler war er erfolgreich und erhielt nach seinem Schulabschluss ein Stipendium an der University of Minnesota. Dort spielte er jedoch ausschließlich in der Eishockeymannschaft. In 111 Spielen bei den Golden Gophers erzielte er 144 Tore und gab 154 Assists. Zweimal wurde er in das All-American-Team berufen. 1954 stand das Team im NCAA-Final-Four, doch im Finale unterlagen die Gophers in der Overtime gegen das Rensselaer Polytechnic Institute mit 4:5. Nach seinem Abschluss 1955 erfüllte Mayasich seinen Militärdienst. Er wurde in die US-Nationalmannschaft berufen und gewann bei den Olympischen Winterspielen 1956 in Cortina d’Ampezzo mit dem US-Team die Silbermedaille. Seinen größten Erfolg erreichte Mayasich 1960, als er bei den Olympischen Winterspielen in Squaw Valley mit der US-Mannschaft erstmals die olympische Goldmedaille gewann. In 14 Spielen bei Olympia insgesamt erzielte er 13 Tore und neun Assists. Darüber hinaus gehörte er bei den Weltmeisterschaften 1958, 1961, 1962 (3. Platz), 1966 und zuletzt 1969, als das US-Team den abgeschlagen letzten Platz belegte und in die B-Gruppe abstieg, zur Nationalmannschaft.
Mayasich schlug eine Karriere als Profi-Spieler aus. 1958 ging er zu den Green Bay Bobcats, einer Mannschaft die der Central Hockey League und später der United States Hockey League zugehörig war. Für diese spielte er bis 1971, teilweise auch in Doppelfunktion als Trainer. Nebenher arbeitete er in Green Bay bei einem Fernsehunternehmen. Zusätzlich war er von 1959 bis 1966 Spielertrainer der Bobcats und anschließend als General Manager des Teams tätig. Im Januar 1971 übernahm er übergangsweise bis zum Saisonende nochmals das Traineramt. Als Spieler erzielte er für die Bobcats über 200 Tore und mehr als 300 Assists.
Nach dem Ende seiner Karriere arbeitete Mayasich in Minnesota für eine Medienunternehmen. 1976 wurde er in die United States Hockey Hall of Fame und 1997 in die IIHF Hall of Fame aufgenommen. 1998 erhielt er die Lester Patrick Trophy. Seine Trikotnummer 8 wird bei den Gophers seit 1998 nicht mehr vergeben.